# Alchemilla fissa
Alchemilla fissa é uma espécie de rosácea do gênero Alchemilla, pertencente à família Rosaceae.